# GKN Simba
GKN Simba je obrněný transportér vyvinutý britskou firmou GKN Sankey (dnes součást BAE Systems) a používaný filipínskou armádou.

## Vývoj
Lehké bojové vozidlo Simba, jak zní oficiální název, byl vyvinut firmou GKN primárně pro export. Prototyp byl poprvé vystaven v červnu 1978 a v roce 1982 se objevila varianta s 90mm dělem Cockerill (takto vyzbrojeno se však nikdy vozidlo neprodávalo).
Poté, co filipínská armáda provedla testy, si objednala 150 vozidel, která slouží od roku 1994 dodnes. Obrněnec byl nabízen i armádě Malajsie, ale ta zvolila těžší šestikolový belgický transportér SIBMAS.

## Design
Transportér je poháněn dieselovým motorem Perkins 210Ti. Dále používá poloautomatickou převodovku Clark se čtyřmi stupni vpřed a dvěma vzad.
Simba převeze až 10 vojáků výsadku, přestože ideální zátěž je 8 vojáků. Ty chrání pancíř o odhadované síle maximálně na levelu 3 dle STANAG 4569. Obvyklou výzbroj tvoří 12,7mm kulomet M2, ale některá vozidla se dočkala vybavení dělovou věží s 25mm kanónem a koaxiálním 7,62mm kulometem.

## Uživatelé
- Filipíny - filipínská armáda má ve službě zhruba 130 vozidel